# Feudalisme
El feudalisme és un terme de la historiografia i economia que intenta definir el sistema polític, social, jurídic i econòmic dut a terme durant l'edat mitjana i moderna a Europa, amb l'objectiu de protegir la població d'aquella època. Els regnes es dividien en petits territoris semi-independents, en els quals el senyor proporcionava protecció als seus vassalls a canvi de tributs i treball a les seves terres. Els senyors feudals eren nobles o membres de l'Església i tenien una relació de dependència més o menys forta amb el rei de cada regió. Alguns dels seus aspectes van prolongar-se fins al final de l'Edat moderna.

## Orígens del feudalisme
Durant el Baix Imperi Romà la vida urbana va decaure. Als segles IV-V es produeix un replec demogràfic i una ruralització amb gran latifundisme, sistema que comporta que hi hagi una tendència a l'autosuficiència. En aquesta època es desenvolupen les lleis del colonat, que convertiran els esclaus en colons, persones lliures però vinculades a la terra. Aquest procés de ruralització és producte de la creixent inseguretat, car les ciutats són objectiu preferent de les incursions bàrbares, però també va associat a l'escassetat de moneda, a la seva contínua pèrdua de valor i a la seva poca circulació. La fi de l'expansió romana, a més, havia provocat una certa escassetat d'esclaus i, com a conseqüència, un augment econòmics d'aquests, per la qual cosa es va haver de cercar una altra alternativa que assegurés fins a cert punt l'estabilitat de la mà d'obra, i en aquest sentit vincular-la a la terra era una bona opció.

Al·legoria de la societat feudal: un monjo, un cavaller i un camperol, els tres ordres socials.

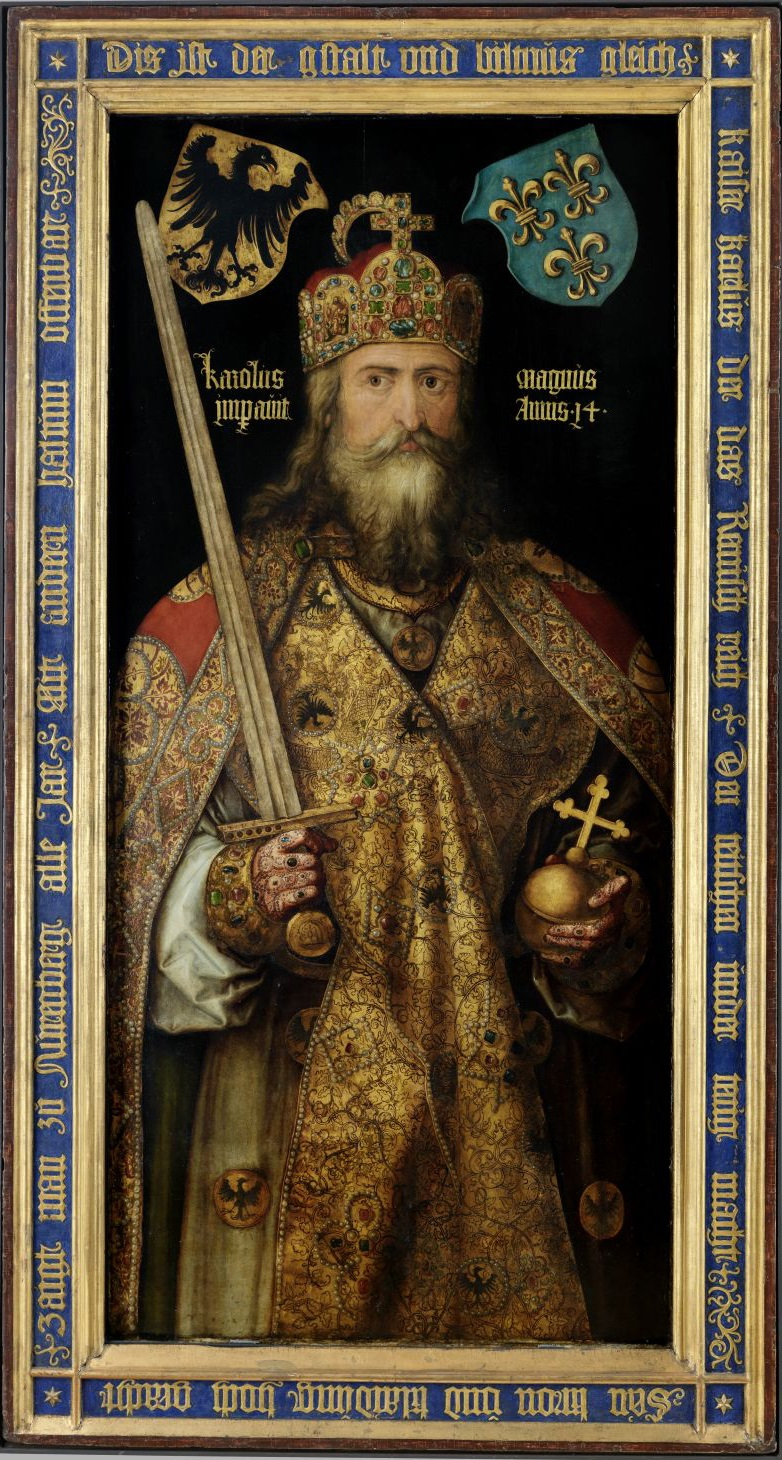
Carlemany segons Albrecht Dürer (1511)

Es pot considerar el feudalisme tenint primer en compte aquella part de la societat que se situa en el primer esglaó de la piràmide social, és a dir, els camperols (i els que abandonen la ciutat), els quals cerquen seguretat i la troben en el vassallatge. Però també es pot considerar des del primer esglaó, pel clientelisme merovingi i carolingi, que hi veia una forma d'assegurar el poder i d'obtenció de mà d'obra per treballar els grans latifundis.
En qualsevol cas, sembla clar que la gènesi del feudalisme es troba en les primeres clienteles merovíngies, que generalitzen el benefici i la tendència a convertir els latifundis del Baix Imperi en dominis senyorials. El benefici o beneficium era una institució romana consistent en l'atorgació per part d'un individu del domini i el gaudi d'un bé a un altre. Aquest bé acostumava a ser una terra, però també podia ser un càrrec o un dret. La seva duració podia ser indefinida, però sempre era de caràcter personal i, per tant, acabava en qualsevol cas amb la mort d'un dels dos implicats: atorgador o beneficiat. A més era molt fàcilment revocable. Es tractava d'una forma habitual de premiar els veterans de guerra, donant-los terres en regions frontereres, de manera que al mateix temps es reforçava la dominació romana sobre aquella zona; però sempre es tractava d'un premi a posterior i, per serveis prestats. Els merovingis començaran a donar-lo a priori, com a recompensa a la fidelitat.
Als segles VIII-IX, en època carolíngia, les nombroses guerres civils multiplicaran el nombre de guerrers i vassalls, i serà en aquest context que es produirà la unió de vassallatge i benefici, car aquest ja no es donarà pels serveis prestats, sinó per assegurar la fidelitat, d'aquesta manera quan se'l necessiti acudeixi, o, fins i tot, per pagar els funcionaris davant l'escassetat de moneda.
Carlemany crea la figura del vassi dominici, el vassall del senyor, però aquests crearan al seu torn els seus propis vassalls, la qual cosa debilita l'imperi, que es va atomitzant a la vegada que els súbdits són substituïts per vassalls. I si bé en un principi la unió de vassallatge i benefici ho serà de facto, amb el temps esdevindrà de iure. I el mateix passarà amb la immunitat senyorial, basada en què el domini només depengués del senyor. És també ara quan apareix el jurament de fidelitat. I el 877, finalment, el benefici esdevé hereditari mitjançant la Capitular de Quierzy de Carles II el Calb.
Una vegada això hagi passat, el sistema feudal es consolidarà. Al segle x el benefici serà substituït pel feu, apareixerà l'homenatge, augmentarà la complexitat del contracte... però per a molts historiadors el moment clau és el 877, quan el benefici s'ha tornat hereditari.

## Característiques del feudalisme
- Cada noble assoleix el domini gairebé total de les terres sota la seva jurisdicció.
- El poder del rei va quedar limitat als territoris que controlava directament, com si fos un noble més.
- Els nobles acceptaven la primacia del rei mitjançant un pacte anomenat vassallatge.
- Els nobles es convertien en vassalls del rei en una cerimònia anomenada homenatge, en la qual, agenollats i besant la mà del monarca, li juraven fidelitat, ajuda militar i consell al govern.
- Per la seva banda, el rei feia la investidura, en la qual cedia una porció de terra, el feu, al seu vassall.
- Els nobles podien tenir vassalls propis. Aquest els atorgava un feu més petit.

Així es va formar una cadena de vincles personals entre el rei i els seus vassalls. Aquest sistema va provocar guerres freqüents.

## L'economia feudal
En el Baix Imperi i fins i tot durant l'època merovíngia es mantenia la distinció entre esclaus i homes lliures, tant si aquests eren colons com propietaris alodials. Però el continu descens del nombre d'esclaus va fer disminuir la productivitat, de manera que va acabar per augmentar el nombre de lliures vinculats a la terra, fins al punt que en època carolíngia menys del 15% dels camperols eren esclaus. Però aquesta majoria lliure s'havia anat vinculant a la terra mitjançant els colonat, alhora que disminuïa la propietat privada, bé per deutes, bé per la lliure comenda a un gran senyor a la recerca de protecció, o bé per la violència dels grans senyors.
Fins al segle xii el burg és només la residència del bisbe o, per extensió, d'un gran senyor. És part d'un senyoriu i no té poder econòmic. Els comerciants són escassos i és el mateix camperol qui ven els seus productes als mercats setmanals, encara que el comerç de luxe es manté, sobretot vinculat als jueus.
Els artesans són ocasionals. Els instruments de producció es construeixen al taller senyorial, mentre que el tèxtil és confeccionat a la llar del camperol.
L'estructura econòmica feudal de l'Europa medieval té com a cèl·lula bàsica el senyoriu, que tendeix a l'autosuficiència. És el resultat de l'evolució del feudalisme en el món agrari que promou l'acumulació de terres en mans de propietaris o 'senyors'. A Europa hi ha dos grans centres comercials: el comtat de Flandes, que controla el mar del Nord, i Venècia, que controla el comerç amb l'Imperi Romà d'Orient. Des d'aquí i des de l'Àndalus arriben productes exòtics i de luxe per a la noblesa, però no és l'únic comerç que hi ha: també es comercia amb els productes que el senyoriu no pot produir, com la sal, i per compensar en èpoques de penúria o d'abundància. Però tot i això el comerç és escàs, ja que a la dificultat de les comunicacions s'hi ha d'afegir la baixa demografia i el desordre monetari: encara que la plata és abundant, gairebé no hi ha or, i, tot i que existeix una munió de monedes, no totes s'accepten a tot arreu. A més, el seguit d'invasions que s'havien anat produint des del Baix Imperi (musulmans, magiars, vikings…) havien creat un clima d'inseguretat que s'havia traduït en una por a viatjar que havia reduït encara més el comerç.
El rendiment del senyoriu és molt baix, per sota dels dos grans recollits per cada un plantat. La manca d'adob obliga a practicar el guaret i els instruments de producció són rudimentaris: arades sense giradores ni fulles ni rodes, fetes de fusta, escasses falçs i aixades, poques dalles, etcètera.
Existeixen les terres comunals, fonamentalment prats i boscos dels quals es recullen fusta i glans, també és el lloc on es portava a pasturar la ramaderia. Però a partir del segle xii els senyors se n'aniran apoderant de mica en mica mitjançant cercats.
Però al marge d'aquestes terres comunals hi ha un altre tipus, els mateixos senyorius, que es dividien en mansos i terra indominicata. Els mansos tenien teòricament l'extensió suficient per alimentar una família, i la terra indominicata era la reserva senyorial. Es tractava de les millors terres i en elles hi havia la seva residència i els establiments com el molí, la farga, el forn... pels quals el camperol havia de pagar i, sovint, tenia l'obligació d'utilitzar

## Factors que propicien el canvi cap al capitalisme
Coincidint amb l'esplendor del feudalisme clàssic comencen a donar-se canvis que acabaran propiciant la crisi del sistema. Es poden agrupar en tres factors principals, tot i que de fet s'influeixen uns als altres.

### L'expansió agrària
Des de mitjan segle ix, hi ha una expansió agrària relacionada amb millores tècniques fonamentalment. S'usarà la força motriu de l'aigua per instal·lar molins de gra i d'oli ja des del segle x i, allà on no se'n puguin posar d'aigua, se'n posaran de vent, provocant desforestacions. Aquests molins alliberaran una part de la mà d'obra, especialment quan des del segle xii els molins també s'usin per treballar el ferro.
D'altra banda, els sistemes d'enganxament també milloren, i amb ells ho fa el de la tracció animal, fenomen relacionat amb l'extensió del cavall en detriment del bou. El jou equí s'havia inventat a l'Àsia i al segle vii es va anar difonent per Occident. Aquest jou permetia al cavall carregar fins a cinc vegades més que abans. L'inconvenient era que el cavall necessitava civada, de manera que la seva difusió només va ser possible per la invenció del guaret triennal. Amb la invenció del balancí al segle xi, que permetia les longae carretae, la necessitat del cavall encara va augmentar més, però ara vinculat al comerç.
El guaret triennal només era possible al nord del Loira, ja que a l'àrea mediterrània la sequera estival l'impedia. Aquest sistema permetia dues collites anuals: a la primavera, blat, sègol i ordi, i a la tardor, llegums i civada. Aquest sistema aportava nitrogen al sòl i augmentava les proteïnes de la dieta, i com que donava dues collites en èpoques diferents, augmentava la seguretat. A més a més donava civada pels cavalls i reduïa la superfície en guaret, per tant, augmentat la productivitat.
L'utillatge també va millorar amb la substitució de la fusta pel ferro i amb la difusió del rampí. L'arada pesant, amb rodes i orellons, va ser inventada pels eslaus al segle vi, però no serà fins al X que es generalitzi. Aquest nou tipus pot amb els sòls durs i amb els orellons remou els solcs, creant llargues fileres que s'usen com a canals de drenatge i fent innecessari el conreu creuat. L'inconvenient és que en comptes de dos bous en necessita vuit per tirar-ne, de manera que només les grans explotacions la podien utilitzar abans de la difusió del cavall, tot i que a Alemanya hi ha casos documentats de comunitats que la van adoptar mitjançant sistemes cooperatius vinculats a l'aparició de consells als pobles.

### La producció i la població
Totes aquestes innovacions tècniques i d'altres, i sobretot la seva difusió, van augmentar la productivitat. Així, les prestacions en treball necessàries van disminuir, i els senyors van començar a cobrar-les en diners, de manera que la seva capacitat de compra va augmentar, estimulant el comerç.
D'altra banda, una major productivitat del camp i la repartició de la collita en dues èpoques van fer disminuir la fam, de manera que les èpoques de gran fam gairebé van desaparèixer. L'alimentació va millorar amb més varietat de productes, augmentant, així, l'esperança de la vida. Tot plegat va fer que entre l'any 1000 i la Pesta Negra la població europea es tripliqués. De fet, l'augment poblacional ja havia començat abans de manera molt lenta, però ara portarà a la cerca de noves terres. Per això es practicaran rompudes, desemboscs, desmunts, dessecacions... sobretot entre els segles x i xi. El paradigma d'aquest fenomen és el Drang nach Östen alemany.
Justament quan el nord atura el seu moviment innovador, Itàlia en pren el relleu. Al segle xi es crea una xarxa de canals al nord d'Itàlia que permeten introduir animals i cultius asiàtics. Arriben així els búfals, amb la llet dels quals es farà la famosa mozzarella, i els cucs de seda, però també els espàrrecs, els albercocs, les mores i les carxofes. Això fa que la dieta sigui més variada i estimula profundament el creixement demogràfic i el comerç.

### El renaixement comercial
Els desemboscs, les rompudes, les dessecacions van millorar els camins, la qual cosa va facilitar el comerç alhora que augmentava el tràfic de pelegrins. Això es va reflectir en el sorgiment de nous mercats i el desenvolupament de les viles situades en els tres grans camins de peregrinació: a Roma, a Jerusalem i a Santiago de Compostel·la.
L'aliatge de les monedes es va empobrir, en part a causa de l'escassetat d'or. Encara que això va provocar una lenta inflació, va tornar molt més manejables les monedes, estimulant, així, la seva circulació. Els mercaders van prosperar tant que van començar a associar-se en gildes i hanses, a la vegada que les viles creixien com a centres d'emmagatzematge vinculades a aquests comerciants.
El renaixement comercial es va donar en dos pols diferenciats: Itàlia i el Mar del Nord.
- Venècia i Gènova basaven la seva economia en el comerç marítim, per la qual cosa el fenomen de les croades va estimular enormement el seu creixement. La creació de la xarxa de canals des del segle xi va fer que, a més d'importadors, fossin també productors, aconseguint així una posició privilegiada. Fins al 1300 mantindran vincles comercials amb el Mar del Nord fent servir la Xampanya com a intermediària, però després s'hi establiran directament. I al segle xiii aconseguiran accedir al mar Negre, fins a aquell moment monopoli romà d'Orient.
- A la zona del Mar del Nord, fonamentalment a Flandes, s'hi fabricaven teles en petits obradors, destinades al comerç llunyà. Això va estimular el sorgiment de grans comerciants que controlaven també la producció, la qual cosa va acabar provocant greus conflictes socials al segle xiii. Les fèries regionals flamenques es van centrar a Bruges, on es comerciava sobretot amb llana anglesa i colorant normand, fins al segle xii. Però les ciutats alemanyes que s'anaven fundant al Bàltic tenien un important comerç i en aquest segle els seus comerciants es van associar per controlar el tràfic marítim des de Visloi. Al segle xiii se'ls afegiran un gran nombre de ciutats, convertint-se així en la Hansa o Lliga Hanseàtica.

## El debat historiogràfic
El terme feudalisme va començar a utilitzar-se, per part dels juristes francesos i anglesos de l'Edat Moderna, per referir-se a les relacions d'obligació existents entre l'aristocràcia guerrera medieval, però va ser gràcies a Montesquieu i al seu ús en el llibre De l'Esprit des Lois (Sobre l'esperit de les lleis) que es va fer popular i general.
El concepte és conflictiu i no tothom el concep igual. Els revolucionaris de 1789 hi van englobar tots els privilegis aristocràtics, dels quals se'n derivà la concepció jurídico-institucional decimonònica, que el defineix com un Estat basat en vinculacions personals. Però això només és estudiar una part del fenomen. El materialisme històric considera en canvi el feudalisme com un mode de producció entre l'esclavisme i el capitalisme, la qual cosa els porta a preguntar-se per la seva durada i per la naturalesa de la seva transició al capitalisme. I Marc Bloch i l'Escola dels Annales, en estudiar la societat feudal, ja no se centren en l'economia i les institucions, sinó que veuen el feudalisme com un tipus de societat, no d'institucions.
El debat, doncs, afecta a la mateixa definició del concepte, però també al seu origen i a les seves fronteres espacials i temporals, així com a la transició al capitalisme.
El concepte ha estat vist de diferents maneres. Per al marxisme es tracta d'un sistema econòmic de base agrícola, fonamentat en el domini senyorial, és a dir, en l'explotació del serf pel senyor. En canvi, per a la historiografia del dret, amb autors com Ganshof, es tracta d'un conjunt d'institucions que creen i regeixen obligacions d'obediència i servitud per part d'un home lliure, el vassall, vers un altre home lliure, el senyor, i obligacions de protecció i sosteniment del senyor vers el vassall. Així, la seva característica principal seria el desenvolupament dels llaços de dependència, amb guerrers especialitzats en la cúpula jeràrquica, però en tindria d'altres: la possessió de la terra com a font de poder polític, la fragmentació extrema del dret de propietat, la jerarquia dels drets sobre la terra i la fragmentació del poder públic.
La visió de la història socioeconòmica, especialment de Marc Bloch i els annals, destaca la supremacia d'una classe social de guerrers professionals i la subjecció de la població rural. També destaca el gaudi de terres, drets, càrrecs i funcions públiques a canvi de fidelitat i serveis, molt lligat a l'existència de relacions de dependència pels vincles d'obediència i protecció.
Però per a la teoria política el que és fonamental és el fraccionament territorial i el desmembrament dels poders, en total oposició a l'Estat centralitzat. I encara hi ha qui considera que l'única característica realment imprescindible és l'existència d'una forta aristocràcia militar.
Pot semblar una baralla d'acadèmics, però l'estudi del feudalisme varia molt segons quina definició se'n faci. Autors com Cahen consideren que no ha existit, de fet, cap societat íntegrament feudal, seria només un constructe. La societat que més s'acostaria al model seria l'Europa occidental medieval, però hi hauria altres societats amb trets feudals, com el Japó del shogunat o els kanats mongols.
García Valdeavellano en el seu llibre El feudalismo hispánico va demostrar que l'eterna controvèrsia entorn de l'existència de feudalisme a l'Espanya medieval o no (fora de Catalunya, on no hi ha cap dubte per la seva pertinença a la monarquia franca) de fet només era el reflex de l'oposició entre dues formes d'entendre el feudalisme: la jurídico-institucional (exemplificada per les tesis de Claudio Sánchez Albornoz) i la socioeconòmica.
Fins i tot dins de les diferents escoles hi ha hagut diferents tendències. Dins del materialisme històric alguns autors com Dobb caracteritzen el mode de producció feudal per tres aspectes bàsics:
- La servitud, l'obligació imposada per la força al productor de prestar serveis i/o pagar quantitats en diners o en espècie. Aquesta coerció és exercida pel poder militar, però també per la llei i el costum, amb el suport d'algun procediment jurídic. A diferència de l'esclavisme, en la servitud el productor directe és el propietari dels mitjans de producció, però, contraposat al capitalisme, té dependència, no pot triar el seu patró.
- L'escàs desenvolupament de les forces productives. La producció és individual i amb estris senzills i econòmics, i el seu desenvolupament serà un dels factors de la crisi del sistema.
- La descentralització política extrema.

Però si en aquesta caracterització el marxisme no ha divergit gaire, en la transició al capitalisme sí que ho ha fet. El mateix Dobb va plantejar una causa endògena: la ineficàcia del feudalisme com a sistema de producció. Sweezy, en canvi, en va apuntar una d'exògena: l'aparició d'una economia monetària vinculada al comerç a llarga distància i la creació en els centres de distribució d'aquest comerç de centres de producció. I Pierre Vilar apuntà que, de fet, s'hi donen les dues causes, però el pas al capitalisme només és decisiu quan hi ha revolucions polítiques que el sancionen. O, cosa que és el mateix, quan noves classes dominen l'Estat.
Com es pot veure, es tracta d'un debat historiogràfic fonamental, potser el segon més tractat després del de la Revolució Francesa.